# Claire Zamora
Claire Zamora est une romancière française, scénariste, entrepreneure et créatrice de jeux vidéo, née le 24 août 1982 à Sète. Elle a fondé et dirigé Feerik et 1492 Studio. Elle est la créatrice des jeux Is it love?.

## Biographie

### Origines
Fille d’une professeure de français et de musique, la maison d’enfance de Claire Zamora est remplie de livres et de musique. Pendant son enfance, elle imagine des univers qu’elle met en scène sous forme de récits et de dessins.
Elle découvre sa première console de jeux vidéo lorsqu’elle a une dizaine d’années et se passionne pour le monde vidéoludique. À la fin de ses études en Arts appliqués, lorsqu’elle rencontre son mari, passionné lui aussi de jeux et développeur, ils créent ensemble leur premier jeu vidéo.

### Parcours professionnel

#### Jeux vidéo

##### Création de Feerik
À la fin de ses études, en 2005, Claire Zamora co-fonde son premier studio de jeux vidéo indépendant avec son mari Thibaud Zamora. Le studio crée, édite et commercialise des jeux vidéo de type freemium sur les supports PC et mobile.
Présidente de la société, Claire Zamora assure pendant dix ans la direction créative du studio. Elle travaille aussi sur le contenu graphique de plusieurs jeux et dirige la direction de la branche “girly” avec notamment la création et le suivi du jeu Ohmydollz qui compte plus de 25 millions d’inscrites à travers le monde. Le personnage de Sarah, avatar de sa créatrice Claire Zamora sur le jeu, est suivi sur différentes plateformes communautaires (forum, blog, réseaux sociaux) par une large communauté de joueuses. Des rencontres sont organisées, ainsi que des séances de dédicaces.
Courant 2013, le studio adapte ses créations sur mobile avec notamment Eredan Arena. Entre 2009 et 2013, les jeux du studio génère des chiffres d’affaires avoisinant les 5 millions d’euros hissant Feerik parmi les 32 plus importants éditeurs français de jeux vidéo en 2014. Début 2015, l’activité de Feerik est cédée à Frédéric Markus.

##### Création de 1492 Studio
Après la cession du premier studio, Claire Zamora et son mari fondent un deuxième studio de jeux vidéo : 1492 Studio. Ce studio crée, édite et commercialise la série des jeux vidéo Is it Love? sur mobile et tablette, s’adressant aux jeunes femmes, dont le but principal est de vivre une histoire d’amour virtuelle. 
Avec plus de 50 millions de téléchargements à travers le monde en 2019 et des centaines de milliers de fans sur les réseaux sociaux, la saga Is it Love? est le leader européen et fait partie des leaders mondiaux du genre.
Claire Zamora assure la direction créative du studio. Elle imagine, crée et scénarise les univers des jeux. Ses créations inspirent une communauté de fans très active sur les réseaux sociaux et sur les plateformes telles que Wattpad avec plusieurs milliers de fanfictions. Claire Zamora communique régulièrement avec ses fans sur ses pages Facebook et Instagram, et elle est suivie par une grande communauté de joueuses. Des séances de dédicaces sont organisées au salon du Livre de Paris ainsi qu'au Festival de New Romance à Lille à l’occasion des adaptations en roman des jeux.

##### Vente de 1492 Studio à Ubisoft
En 2018, séduit par le succès et la notoriété des jeux, le géant Ubisoft acquiert 1492 Studio. Claire Zamora annonce sur ses réseaux qu'elle assurera la transition en tant que directrice créative.

#### Auteure et scénariste

##### Scénariste pour le jeu vidéo
Faisant partie de la génération 80, bercée par les films de Steven Spielberg, les Walt Disney, par l’influence du manga et des dessins d’animation, par toute la richesse créative de la culture pop, et bien d’autres choses encore, Claire Zamora explique dans un live qu'elle puise son inspiration dans tout ce qui l’entoure.
Pendant huit ans, elle scénarise des quêtes pour le jeu vidéo Ohmydollz. 
Au sein de 1492 Studio, Claire Zamora scénarise les histoires des jeux Is it love? qu’elle décide de travailler à la manière des séries télévisées. Les chapitres sortent de façon épisodique. Le scénario évolue en fonction des choix et se nourrit de nombreux rebondissements pour garder la joueuse en haleine. Claire Zamora crée tout une émulsion autour des sorties en partageant des bandes annonces, des extraits ainsi que de nombreux jeux sur les réseaux sociaux. Sa communauté de fans suit activement ses écrits et apportent de nombreux commentaires à chaque nouvelle sortie d’épisode.

##### Romancière pour le jeu vidéo
Plusieurs des jeux Is it Love? de Claire Zamora sont adaptés en roman aux éditions Hugo Roman. Les histoires ont été ré-écrites et réinterprétées par des auteures de romance. Claire Zamora écrit les préfaces ainsi qu’un chapitre “bonus” pour chacune des adaptations.
- 2019 : Is it Love? Gabriel, éditions Éditions Hugo & Cie (ISBN 9782755641172) par Angel Arelkin

- 2019 : Is it Love? Matt, éditions Éditions Hugo & Cie (ISBN 9782755641141) par Eva de Kerlan

- 2019 : Is it Love? Ryan, éditions Éditions Hugo & Cie (ISBN 9782755641448) par Eva de Kerlan

- 2020 : Is it Love? Adam, éditions Éditions Hugo & Cie (ISBN 9782755647464) par Tamara Balliana

- 2020 : Is it Love? Colin, éditions Éditions Hugo & Cie (ISBN 9782755647211) par Estelle Every

##### Romancière
Claire Zamora sort son premier roman aux éditions Hugo Roman. 
- 2021 : Le bonheur était là, éditions Éditions Hugo & Cie, 366 p. (ISBN 978-2755686531)

Elle est, avec son mari, à l’initiative d’un recueil de nouvelles au profit de ruban rose : Même à l’ombre les cigales chantent, éditions Éditions Hugo & Cie, 2021, 412 p. (ISBN 9782755692891)

### Divers
Claire Zamora est membre bienfaitrice de l’Académie des Arts et Techniques du Jeu Vidéo.
Elle est membre et intervenante au sein de l’association Women In Game.

## Prix
En 2018, le jeu Is it Love? Mystery Spell - Peter reçoit Prix du public aux Emotional games.